# Uzun Mirkova
La rue Uzun Mirkova (en serbe cyrillique : Узун Миркова), est une rue de Belgrade, la capitale de la Serbie, située dans la municipalité urbaine de Stari grad.

## Parcours
La rue Uzun Mirkova commence à partir du Studentski trg (la « Place des étudiants »). Elle s'oriente vers le nord-est, traverse la rue Kralja Petra, croise la rue Cara Dušana (sur la droite) et aboutit dans la rue Pariska.

## Architecture et culture
Trois monuments historiques sont situés dans la rue. Le bâtiment de l'aéro-club à Belgrade, situé au n° 4 et construit entre 1934 et 1935 par Vojin Simonović, est inscrit sur la liste des biens culturels de la ville de Belgrade. Le bâtiment de l'hôtel de ville de Belgrade, situé au n° 1 de la rue ; construit en 1846, il est inscrit sur la liste des biens culturels de la ville de Belgrade.
Le musée de la pédagogie de Belgrade est installé dans l'ancienne Realka (école moderne), construite en 1837 et 1838 sur des plans de l'architecte Franc Janke, pour servir de résidence à la famille de Cvetko Rajović, qui était alors maire de Belgrade et l'une des personnalités politiques importantes de son temps ; l'édifice a été achevé en 1840 et se caractérise par un style néoclassique ; le bâtiment est inscrit sur la liste des monuments culturels de la grande importance de la république de Serbie et sur la liste des biens culturels protégés de la ville de Belgrade. Le musée s'est installé dans ce bâtiment en 1969.